# Катагенез
Катагене́з (от др.-греч. κατα- — приставка, обозначающая движение вниз и γένεσις — развитие) — эволюционное направление, сопровождающееся упрощением организации.

## В геологии
В геологии катагенезом называется совокупность процессов преобразования осадочных горных пород после их возникновения из осадков в результате диагенеза и до превращения в метаморфические горные породы. Впервые термин «катагенез» был предложен А. Е. Ферсманом (1922); в литературе на других языках вместо катагенеза применяется название «поздняя стадия диагенеза».
В геохимии под катагенезом понимается преобразование органического вещества осадочных пород, например при углефикации.

## В биологии
Катагенез является приспособлением организмов к более простым условиям существования (прикрепленные формы, паразиты) и сопровождается редукцией отдельных органов или их систем (катаморфоз).